# Monastère de la Sainte-Trinité-de-Boldine
Le monastère de la Sainte-Trinité-de-Boldine (Троицкий Болдин монастырь) est un monastère orthodoxe russe fondé en 1530 dans le village de Boldino (ru) à côté de Dorogobouj par le moine Guérassime de Boldine (ru), disciple du moine Daniel, fondateur du monastère de la Sainte-Trinité-de-Daniel à Pereslavl-Zalesski. Il se situe dans l'éparchie (diocèse) de Smolensk.

## Histoire

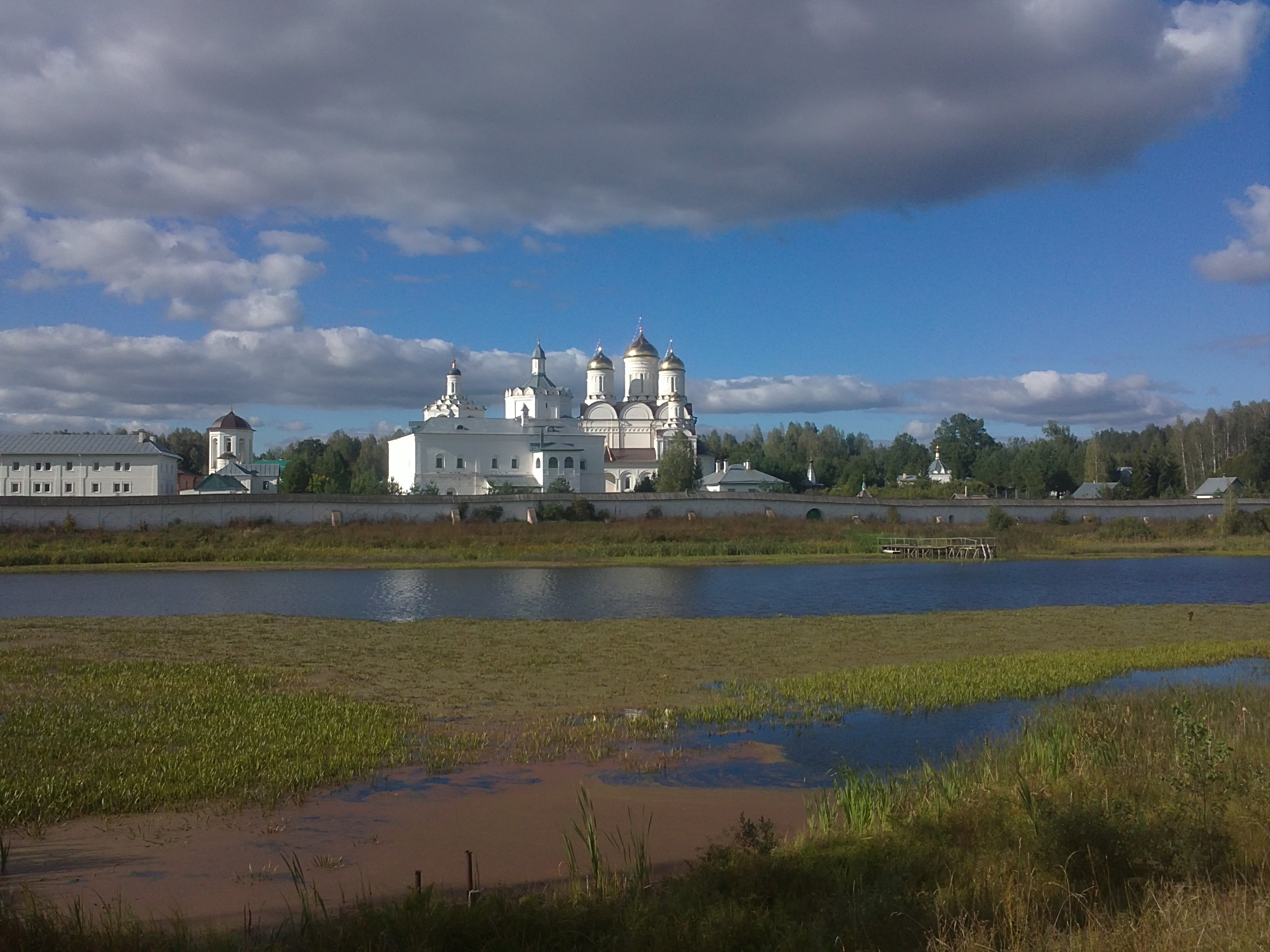
Vue d'ensemble.

Le monastère reçut des terres de la part du tsar au XVIe siècle et des dons des marchands et des boyards. Il était propriétaire à la fin de ce siècle de plus de 80 villages et hameaux dans l'ouyezd de Dorogobouj et d'une vingtaine de villages en dehors de l'ouyezd, avec, en plus, des moulins, des forêts, des troupeaux et des droits de pêche. Le monastère avait pour écouler sa production des magasins à Dorogobouj, Viazma, Smolensk et Moscou.
Dans les années 1590, le monastère fut reconstruit en pierre. Il subsiste de cette époque le réfectoire avec une chapelle dans l'église de la Vierge. Fiodor Kone, l'architecte de Smolensk, prit part à la construction des remparts. 
De 1617 à 1654, le monastère étant situé dans le royaume de Pologne, les moines en furent expulsés pour laisser la place à un collège de Jésuites. Ils revinrent en 1654 quand les environs furent à nouveau inclus dans les possessions de la Moscovie. Ils n'étaient plus propriétaires que d'une vingtaine de villages.
L'impératrice Catherine II de Russie, favorable au despotisme éclairé des Lumières, confisqua les terres du monastère par son fameux manifeste de 1764. Le monastère survécut grâce aux largesses du prince André Dolgoroukov.
Le monastère de la Sainte-Trintité-de-Boldine connut une période d'épanouissement sous la direction du hiéromoine (plus tard archimandrite) André (né Vassiliev) qui fit restaurer les bâtiments dans les années 1870-1880 et construire une nouvelle Porte sainte, une chapelle dédiée à Guérassime de Boldine, une hôtellerie pour les pèlerins et divers bâtiments à l'intérieur du monastère, ainsi que dans les villages qui lui appartenaient.
À la Révolution, les moines furent expulsés. Le professeur Piotr Baranovski, architecte qui rénova et sauva de la destruction tant d'ouvrages religieux à Moscou, y dirigea des travaux de restauration entre 1919 et 1927 pour transformer le monastère en musée.
Cependant, en 1929, le musée ferma au public. L'église de la Sainte-Trinité fut transformée en grange à grains, et le reste du monastère en kolkhoze laitier. En 1941, la région fut occupée par l'armée allemande qui dynamita en 1943 les bâtiments, soupçonnés d'abriter un réseau de résistance.
En 1964,  Piotr Baranovski procéda de nouveau à une restauration capitale et, en 1991, le monastère fut rendu à l'Église orthodoxe et une communauté monastique s'y installa.

## Illustrations

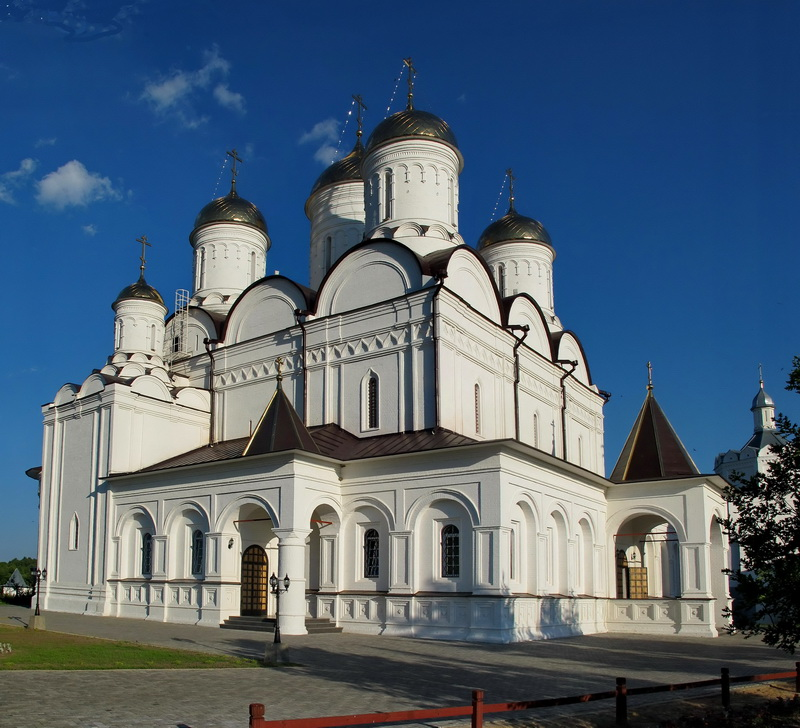
Vue de l'église
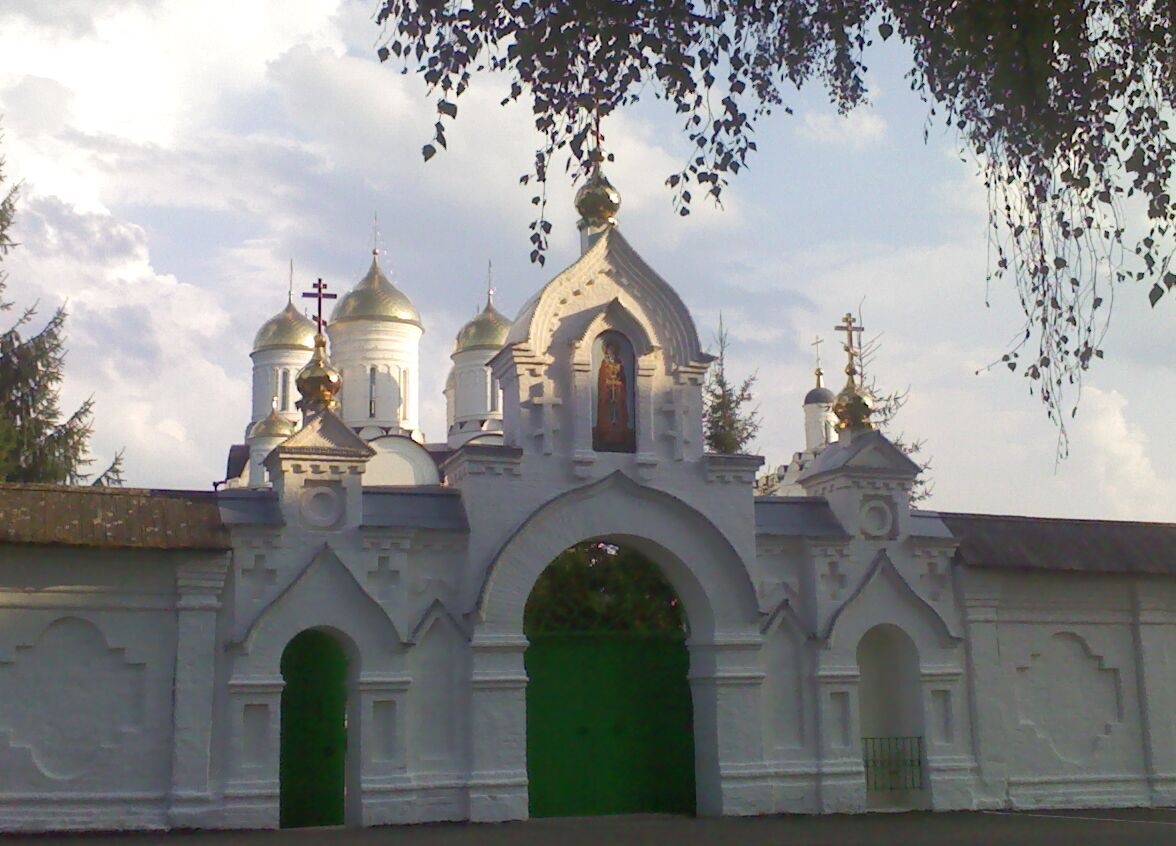
Portes du monastère
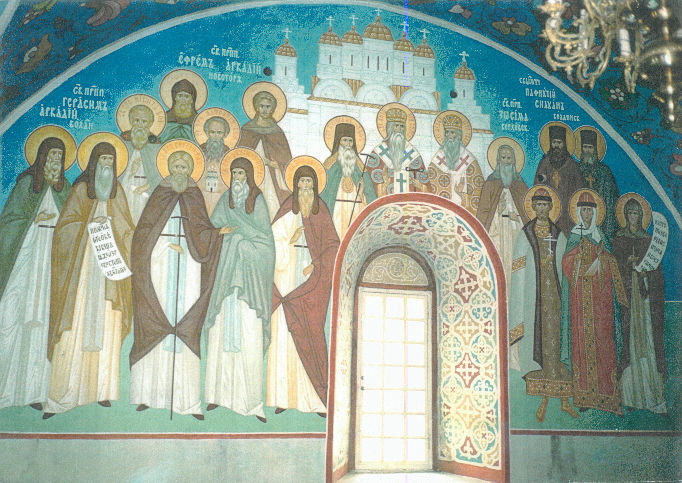
Fresque des saints de Russie
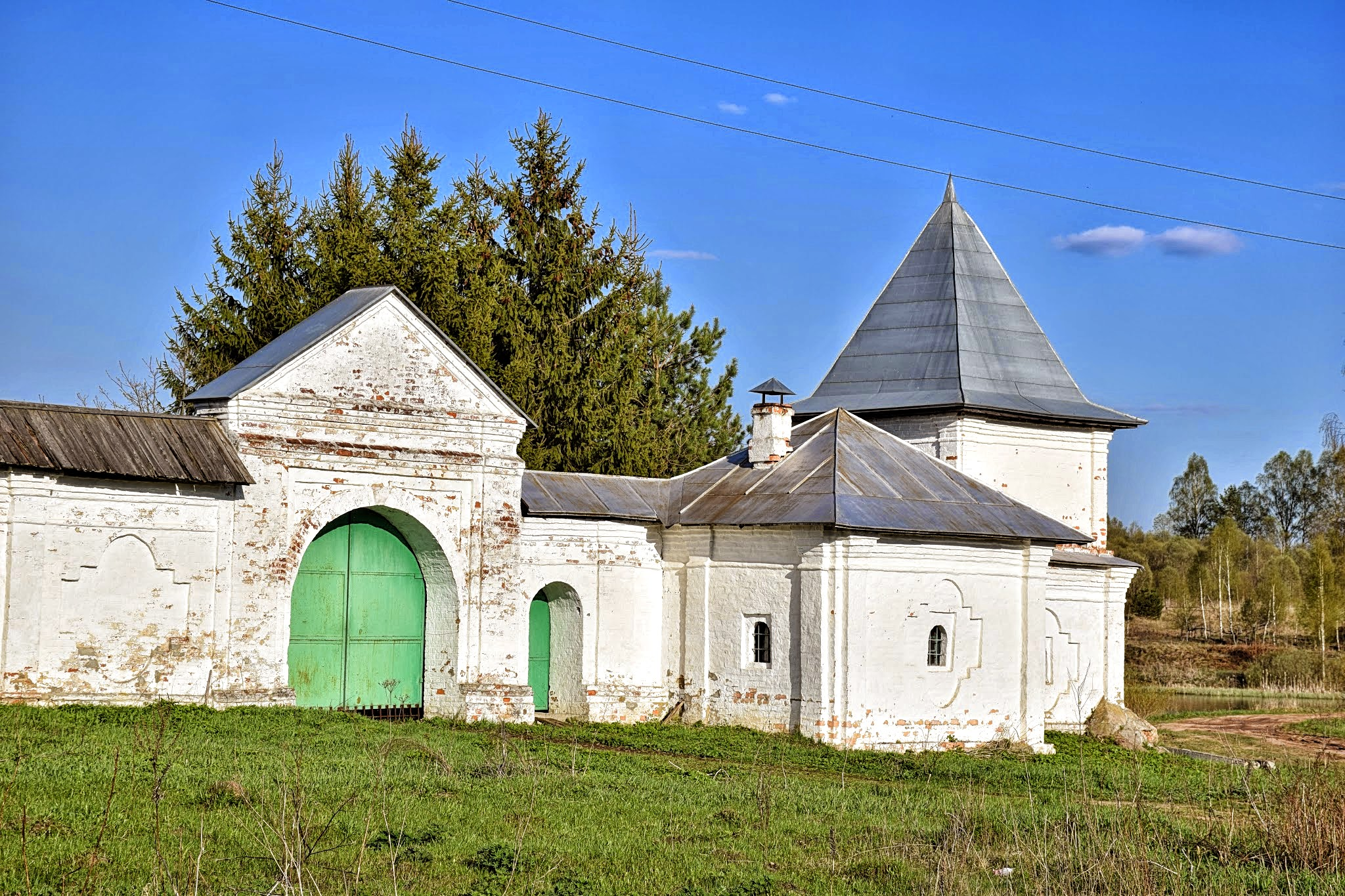
Porte et tour de guet de côté

## Source de la traduction
- (ru) Cet article est partiellement ou en totalité issu de l’article de Wikipédia en russe intitulé « Троицкий Болдин монастырь » (voir la liste des auteurs).